# Haron Kiplimo Toroitich
Haron Kiplimo Toroitich (* 1977) ist ein kenianischer Marathonläufer.

## Leben
2003 wurde er Zweiter beim Paris-Halbmarathon und Sechster beim Paris-Marathon. Im Jahr darauf siegte er beim Rock ’n’ Roll Arizona Marathon sowie bei der Maratona d’Italia und sicherte sich durch den Sieg beim Rock ’n’ Roll Virginia Beach Half Marathon eine Sonderprämie.
2005 wurde er in Arizona Zweiter, und 2007 folgte einem zweiten Platz beim Xiamen-Marathon und einem vierten beim Vienna City Marathon ein weiterer Sieg in Virginia Beach. 2008 wurde er Dritter bei der Maratona di Sant’Antonio.

## Persönliche Bestzeiten
- Halbmarathon: 1:00:53 h, 11. März 2001, Turin
- Marathon: 2:08:34 h, 6. April 2003, Paris